# Hyophila dendroides
Hyophila dendroides är en bladmossart som beskrevs av Hugh Neville Dixon 1938. Hyophila dendroides ingår i släktet Hyophila och familjen Pottiaceae. Inga underarter finns listade i Catalogue of Life.